# Brokista

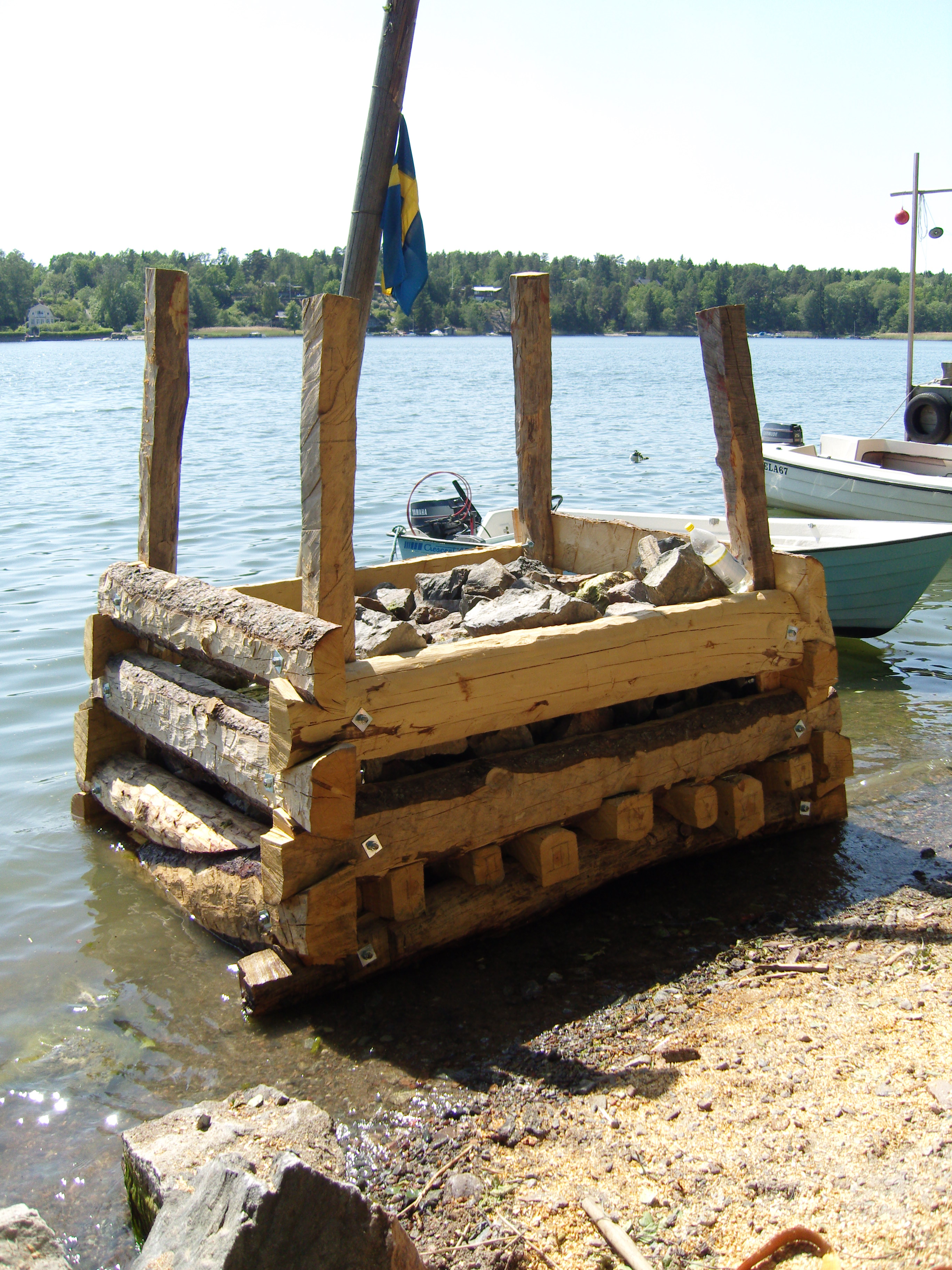
Sänkkista

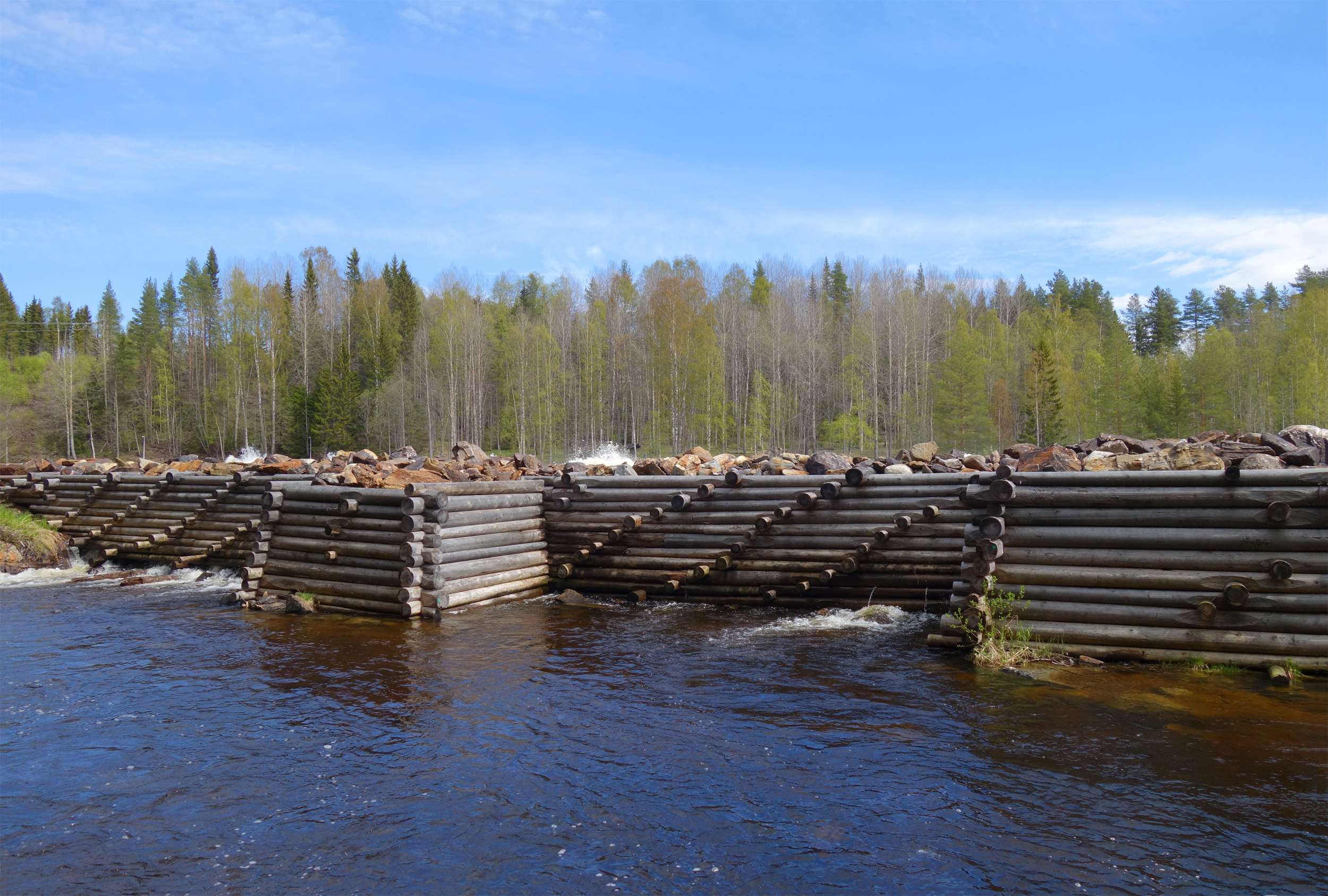
Stenkista i Renforsen i Vindelälven, ursprungligen anlagd för att styra timmer under flottningen och restaurerad på 1980-talet.

Brokista, sänkkista eller stenkista är en timmer- eller metallkonstruktion som fyllts med sten och sänkts ned i vatten. På sjöbotten fungerar den som fundament och fast punkt vid konstruktioner i vattnet, som till exempel broar, bryggor, sjömärken eller ankringspunkter. De kan även förekomma som försänkningar i försvarssyfte.
Stockarna sammansättes vanligtvis med laxknut utan hakar. Traditionellt timrades sänkkistorna på isen och fylldes sedan med sten. Isen kunde hackas sönder, och kistan sänktes därigenom till botten.